# Fourtune
Fortune (oprindeligt stavet Fourtune) er en heel-gruppe inden for wrestling, der eksisterer i Total Nonstop Action Wrestling (TNA). Gruppen består af lederen Ric Flair, A.J. Styles, James Storm, Kazarian og Robert Roode. Gruppen er inspireret og har fået navn af Flairs tidligere heel-gruppe, The Four Horsemen. Tidligere har også Matt Morgan og Douglas Williams været medlem af gruppen. 
Fourtune blev dannet i juni 2010 af Ric Flair, som ville gendanne The Four Horsemen under et nyt navn. I oktober 2010 indgik gruppen en alliance med Hulk Hogans nydannede heel-gruppe Immortals. 
| Sport | Spire Denne artikel om sport er en spire som bør udbygges. Du er velkommen til at hjælpe Wikipedia ved at udvide den. |